# العلاقات الكرواتية الليختنشتانية
العلاقات الكرواتية الليختنشتانية هي العلاقات الثنائية التي تجمع بين كرواتيا وليختنشتاين.

## مقارنة بين البلدين
هذه مقارنة عامة ومرجعية للدولتين:
| وجه المقارنة                                              | كرواتيا                                                  | ليختنشتاين                                 |
| --------------------------------------------------------- | -------------------------------------------------------- | ------------------------------------------ |
| المساحة (كم2)                                             | 56.59 ألف                                                | 16                                         |
| عدد السكان (نسمة)                                         | 4.11 مليون                                               | 37.47 ألف                                  |
| الكثافة السكانية (ن./كم²)                                 | 72.63                                                    | 234.19 ألف                                 |
| العاصمة                                                   | زغرب                                                     | فادوتس                                     |
| اللغة الرسمية                                             | اللغة الكرواتية                                          | اللغة الألمانية                            |
| العملة                                                    | كونا كرواتية                                             | فرنك سويسري                                |
| الناتج المحلي الإجمالي (بليون دولار)                      | 54.85 مليار                                              | 6.29 مليار                                 |
| الناتج المحلي الإجمالي (تعادل القوة الشرائية) بليون دولار | 94.64 مليار                                              |                                            |
| الناتج المحلي الإجمالي الاسمي للفرد دولار أمريكي          | 11.54 ألف                                                |                                            |
| الناتج المحلي الإجمالي للفرد دولار أمريكي                 | 21.64 ألف                                                |                                            |
| مؤشر التنمية البشرية                                      | 0.818                                                    | 0.908                                      |
| رمز المكالمات الدولي                                      | +385                                                     | +423                                       |
| رمز الإنترنت                                              | .hr                                                      | .li                                        |
| المنطقة الزمنية                                           | توقيت وسط أوروبا، ت ع م+01:00، ت ع م+02:00، أوروبا/زغرب ‏ | توقيت وسط أوروبا، ت ع م+01:00، ت ع م+02:00 |

## منظمات دولية مشتركة
يشترك البلدان في عضوية مجموعة من المنظمات الدولية، منها:
| علم المنظمة | اسم المنظمة                    | تاريخ انضمام كرواتيا | تاريخ انضمام ليختنشتاين |
| ----------- | ------------------------------ | -------------------- | ----------------------- |
|             | الاتحاد البريدي العالمي        | ?                    | ?                       |
|             | منظمة حظر الأسلحة الكيميائية   | ?                    | ?                       |
|             | منظمة التجارة العالمية         | ?                    | ?                       |
|             | الأمم المتحدة                  | 22 مايو 1992         | 18 سبتمبر 1990          |
|             | منظمة الشرطة الجنائية الدولية  | ?                    | ?                       |
|             | الاتحاد الدولي للاتصالات       | 3 يونيو 1992         | 25 يوليو 1963           |
|             | مجلس أوروبا                    | ?                    | ?                       |
|             | منظمة الأمن والتعاون في أوروبا | 24 مارس 1992         | 25 يونيو 1973           |

## وصلات خارجية
- موقع وزارة الخارجية الكرواتية